# Dimitar Rangelov
Dimitar Rangelov (búlgaro: Димитър Рангелов, nacido el 9 de febrero de 1983) es un exfutbolista búlgaro que jugaba en la posición de delantero.

## Carrera

### Slavia Sofia
Nació en Sofía, Rangelov comenzó a jugar fútbol en el equipo local de Slavia. El 3 de junio de 2000, luego de 17 años, hizo su debut oficial en el fútbol profesional en un partido contra el Beroe Stara Zagora como un sustituto de 65 minutos. Rangelov jugó en el PFC Slavia Sofia entre 2000 y 2006.

### Estrasburgo
Rangelov fue vendido al RC Strasbourg por 1 000 000 de euros. En 2007, fue cedido por seis meses al equipo alemán FC Erzgebirge Aue. Después de eso, fue cedido de nuevo a Energie Cottbus y se convirtió rápidamente en un jugador importante para el equipo por primera vez.

### Energie Cottbus
Después de una media temporada en calidad de préstamo, Rangelov fue comprado por el equipo de Cottbus. En el Energie, ganó 49 partidos jugando en la Bundesliga, anotando 15 goles.

### Borussia Dortmund
El 16 de junio de 2009, Rangelov firmó oficialmente su contrato con Borussia Dortmund. La tasa de transferencia era de un millón de euros. Su contrato era de cuatro años. El 20 de marzo de 2010, anotó su primer gol en el Bundesliga con el Dortmund en casa contra el Bayer Leverkusen (3-0).

### Maccabi Tel Aviv
El 4 de septiembre de 2010 Borussia Dortmund le prestó a Maccabi Tel Aviv hasta el final de la temporada con opción de compra al final.
El 6 de noviembre de 2010, Rangelov anotó su primer gol con el Maccabi en el partido contra el Hapoel Ashkelon.

## Selección nacional
Ha sido internacional con la selección de fútbol de Bulgaria en 40 ocasiones y ha anotado 6 goles.

## Clubes
| Club                         | País     | Año       |
| ---------------------------- | -------- | --------- |
| Slavia Sofia                 | Bulgaria | 2000-2006 |
| Racing de Estrasburgo        | Francia  | 2006-2008 |
| Erzgebirge Aue (cedido)      | Alemania | 2007      |
| Energie Cottbus (cedido)     | Alemania | 2007-2008 |
| Energie Cottbus              | Alemania | 2008-2009 |
| Borussia Dortmund            | Alemania | 2009-2012 |
| Maccabi Tel Aviv FC (cedido) | Israel   | 2010-2011 |
| Energie Cottbus (cedido)     | Alemania | 2011-2012 |
| FC Lucerna                   | Suiza    | 2012-2014 |
| Konyaspor                    | Turquía  | 2014-2017 |
| Ümraniyespor                 | Turquía  | 2017-2018 |
| Energie Cottbus              | Alemania | 2018-2020 |
| PFC Slavia Sofia             | Bulgaria | 2020-2021 |
| VfB Krieschow                | Alemania | 2022      |